# The Covers Record
Albums de Cat Power
Moon Pix
(1998) You Are Free
(2003)
The Covers Record est le cinquième album de la chanteuse/compositrice/interprète américaine Chan Marshall, connue sous le nom de Cat Power. Publié en 2000, il est comme son nom l'indique composé entièrement de reprises.

## Liste des titres
1. (I Can't Get No) Satisfaction (Mick Jagger/Keith Richards) – 3:05
2. Kingsport Town (Traditionnel, version de Bob Dylan) – 4:54
3. Troubled Waters (Arthur Johnston/Sam Coslow) – 3:29
4. Naked If I Want To (Jerry A. Miller Jr.) – 2:47
5. Sweedeedee (Michael Hurley) – 3:53
6. In This Hole (Chan Marshall) – 4:26
7. I Found a Reason (Lou Reed) – 2:00
8. Wild Is the Wind (Dimitri Tiomkin/Ned Washington) – 4:10
9. Red Apples (Bill Callahan) – 4:24
10. Paths of Victory (Bob Dylan) – 3:24
11. Salty Dog (Traditionnel) – 2:07
12. Sea of Love (John Phillip Baptiste/George Khoury) – 2:19

## Bonus tracks
1. Love to Be Silly (bonus track sur l'édition japonaise) – 1:34

## Divers
- (I Can't Get No) Satisfaction apparaît pendant les crédits de fin dans un épisode de la série télé  Brotherhood
- Le titre Troubled Waters est utilisé dans le film Perfect Stranger, le film québécois Tout est parfait (2008), ainsi que dans l'ultime épisode de la mini-série britannique The honourable woman (2014).
- On retrouve Naked If I Want To dans l'édition spéciale de l'album Jukebox, sorti en 2008
- Le titre I found a reason, quant à lui, fut utilisé pour la musique du film V pour Vendetta en 2006, ainsi que Dandelion (2004).
- In This Hole est une reprise d'un titre se trouvant sur l'album What Would The Community Think, sorti 1996)
- Matt Sweeney joue de la guitare sur Salty Dog.
- La reprise de Sea of Love apparaît dans la bande-originale du film Juno en 2008.